# Casa Furniel
La casa Furniel o casa Fournier fue una casa localizada en la ciudad de Río Bueno, Región de Los Ríos, Chile. Su data de construcción se remonta aproximadamente a 1906 y habría sido encargada al constructor Martín Ohaco Rehbein, quien además habría construido otras edificaciones patrimoniales de la ciudad que ya no existen. La edificación también era conocida como el «Palacio de las Lágrimas». En 2012 fue declarada monumento nacional.

## Historia

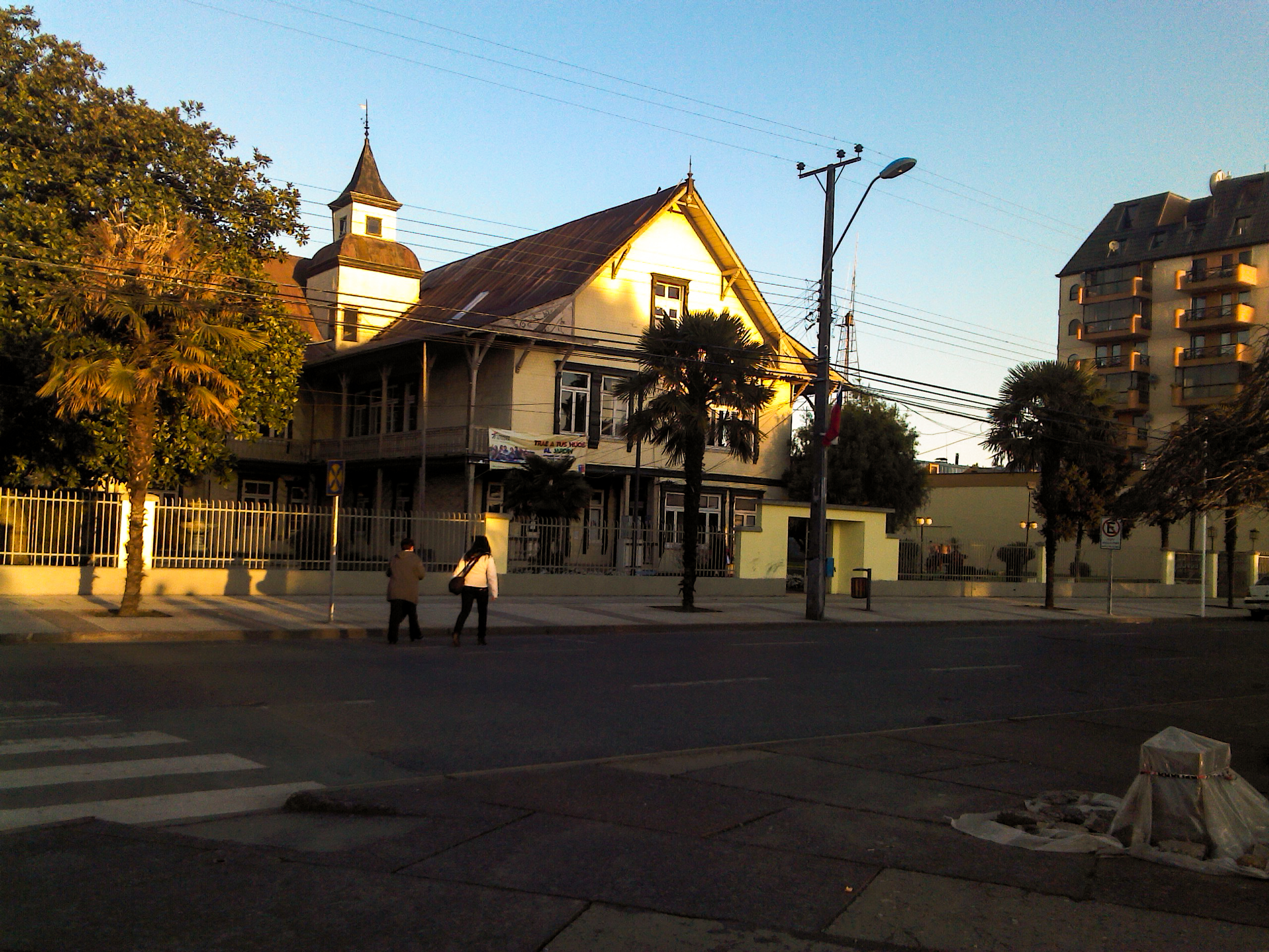
Vista lateral de la Casa Furniel antes de su destrucción.

La construcción al estilo mansión o casona fue encargada por José María Fournier al constructor Martín Ohaco Rehbein para ser destinada a uso residencial. Esta mansión es de estilo francés provenzal con finas maderas nobles o nativas, destacando el; lingue, roble, laurel y pellin, teniendo finos detalles en tornería, como destacan sus balaustradas en balcones y escaleras, convirtiéndose en un símbolo de opulencia y poder económico del sur de Chile; posteriormente, tras ser vendida al municipio en 1966, se convirtió en un liceo y luego en dependencias administrativas y de servicios públicos.
En el año 2012 fue declarada monumento nacional en categoría de monumento histórico, en virtud del Decreto 404 del 24 de septiembre de 2012.
La casa fue destruida por un incendio de proporciones el 28 de noviembre de 2014. Actualmente la Policía de Investigaciones (PDI) está investigando si el desastre tuvo un carácter intencional.

## Características
El perímetro protegido corresponde a una superficie de 4117,45 m², mientras que la casona propiamente tal tenía 393,06 m² de superficie. Contaba con tres pisos y estaba construida principalmente de madera.
La Casa Furniel «se trata de uno de los ejemplos más representativos de la arquitectura desarrollada entre fines del siglo XIX y comienzos del XX, que aún subsisten en la zona»; ésta, «corresponde a un período intermedio dentro de la evolución arquitectónica de esta zona de La Región de Los Lagos, producto de la colonización alemana y es de estilo Jugendstilea».